# توپره
توپره (انگلیسی: Topre) شرکت لوازم خانگی ژاپنی است، که در سال ۱۹۳۵ تأسیس شد.